# دين غيمل
دين غيمل (بالإنجليزية: Dean Gemmell)‏ هو لاعب كرلنغ أمريكي، ولد في 27 أغسطس 1967 في شمال فانكوفر ‏ في كندا.

## وصلات خارجية
- دين غيمل على موقع الاتحاد الدولي للكرلنغ (الإنجليزية)
- دين غيمل على موقع اللجنة الأولمبية والبارالمبية الأمريكية (الإنجليزية)